# 万安城墙
万安城墙位于中国江西省吉安市万安县县城芙蓉镇，始建于宋代，现保留明代古城墙约1000米，是江西省保护最为完整的县级古城墙之一。2006年至2010年进行过两次较大的维修。万安城墙是万安暴动的主战场之一。1990年列为万安县第二批县级文物保护单位，1997年列为万安县第一批爱国主义教育基地，2006年列为第五批江西省文物保护单位。2013年列为第七批全国重点文物保护单位
北宋元丰元年（1078年），知县朱俊民开始修筑城墙。元丰六年（1083年），胡天民任知县时筑成，当时为土墙。南宋绍兴二十五年（1155年），知县赵成之增筑城垣，置城门。元至正十九年（1359年），知县彭九皋重筑土城。明正德七年（1512年），知县桑翘以砖石重筑城墙，周长714丈，高2丈2尺，垛口950个，共有6个城门：威远门（东）、表忠门（南）、观澜门（西）、五云门（西南）和芙蓉门（西北）、通都门（北）。1927年冬万安暴动即从五云门攻入县城，从而建立了江西省第一个县级苏维埃政府。中华人民共和国成立后，大部分城墙被拆除，现仅存临赣江一段约1000米，保留有二门：观澜门和五云门。